# Кринична Слобода (станція)
Кринична Слобода — вантажно-пасажирська залізнична станція Луганської дирекції Донецької залізниці на лінії Довжанська — Кринична Слобода між станцією Довжанська (10 км) та напрямком у бік державного кордону з Росією, (роз'їзд 1092 км) колії розібрані. Розташована в селищі Хмельницький Довжанського району Луганській області.

## Історія
Станція відкрита 1940 року.
Через військову агресію Росії на сході Україні транспортне сполучення тимчасово припинене. Станом на 2019 рік є кінцевою станцією, далі до державного кордону з РФ та декілька кілометрів зі сторони РФ залізничне полотно розібране.
У травні 2023 року, в рамках дерусифікації інфраструктури «Укрзалізниці», Луганська ОВА запропонувала долучитися до обрання назв 9 станцій, що на Луганщині, в тому числі і станцію Бірюкове, яку передбачено перейменувати на Криничну слободу.
17 січня 2025 року постановою Кабінету Міністрів України станцію Бірюкове перейменовано на Криничну Слободу